# Zlatý most (Rusko)
Zlatý most (rusky Золотой мост) je dopravní stavba překlenující záliv Zlatý roh ve Vladivostoku. Postaven byl spolu s Ruským mostem v rámci přípravy města na konání summitu APEC. Otevřen byl 11. srpna 2012. Se svou výškou 226 metrů patří k nejvyšším mostům světa.

## Výstavba
Nápad postavit most přes Zlatý roh se objevil už na konci 19. století, tedy relativně krátce po založení samotného Vladivostoku. Plány však vždy překazily dějinné události: rusko-japonská válka, první světová válka, revoluce, druhá světová válka a nakonec perestrojka.
Nejblíže měl most k realizaci tehdy, když přišel roku 1959 Nikita Chruščov s plánem vybudovat Vladivostok takový, aby předčil San Francisco. Roku 1969 byl most zahrnut do plánu urbanistického rozvoje města, přesto však nakonec nebyl postaven.
V prosinci 2005 vydal gubernátor Přímořského kraje rozhodnutí o výstavbě mostu přes záliv Zlatý roh. Na základě výběrového řízení se stala hlavním dodavatelem projektu firma Institut Giprostrojmost - Sankt-Petěrburg, na zhotovení projektu se podílely ještě další dvě ruské a jedna německá společnost.
Výběrové řízení na hlavního dodavatele stavby zvítězila firma Tichookeanskaja mostostrojitělnaja kompanija, na samotné stavbě se však podílela také řada subdodavatelů. Stavba měla být dokončena před konáním vladivostockého summitu zemí APEC roku 2012.
25. července 2008 se začalo výstavbou 250 m dlouhého tunelu zajišťujícího příjezd k mostu ze severovýchodu.
Stavba byla zakončena slavnostním otevřením 11. srpna 2012. Plánovaný rozpočet byl nakonec překročen pouze o 889 milionů rublů.

## Název
Po celou dobu projektování a výstavby neměl most žádný oficiální název. Radnice proto vyzvala obyvatele města, aby zasílali své návrhy na pojmenování novostavby (a současně též mostu na Ruský ostrov). Shromáždilo se okolo 350 návrhů, z nichž radnice vybrala 30, o kterých nechala hlasovat v internetové anketě. V té zvítězil návrh na nazvání most Zlatý roh podle zátoky, kterou most překlenul. Vladivostocká místopisná komise však nakonec rozhodla o oficiálním nazvání Zlatý most, mj. také proto, že obyvatelé města již sami začali používat tuto zkrácenou variantu vítězného návrhu.

## Doprava
Od roku 2015 je na most zakázán vstup chodců. Obyvatelé proti tomu často protestují.

## Galerie

### Výstavba

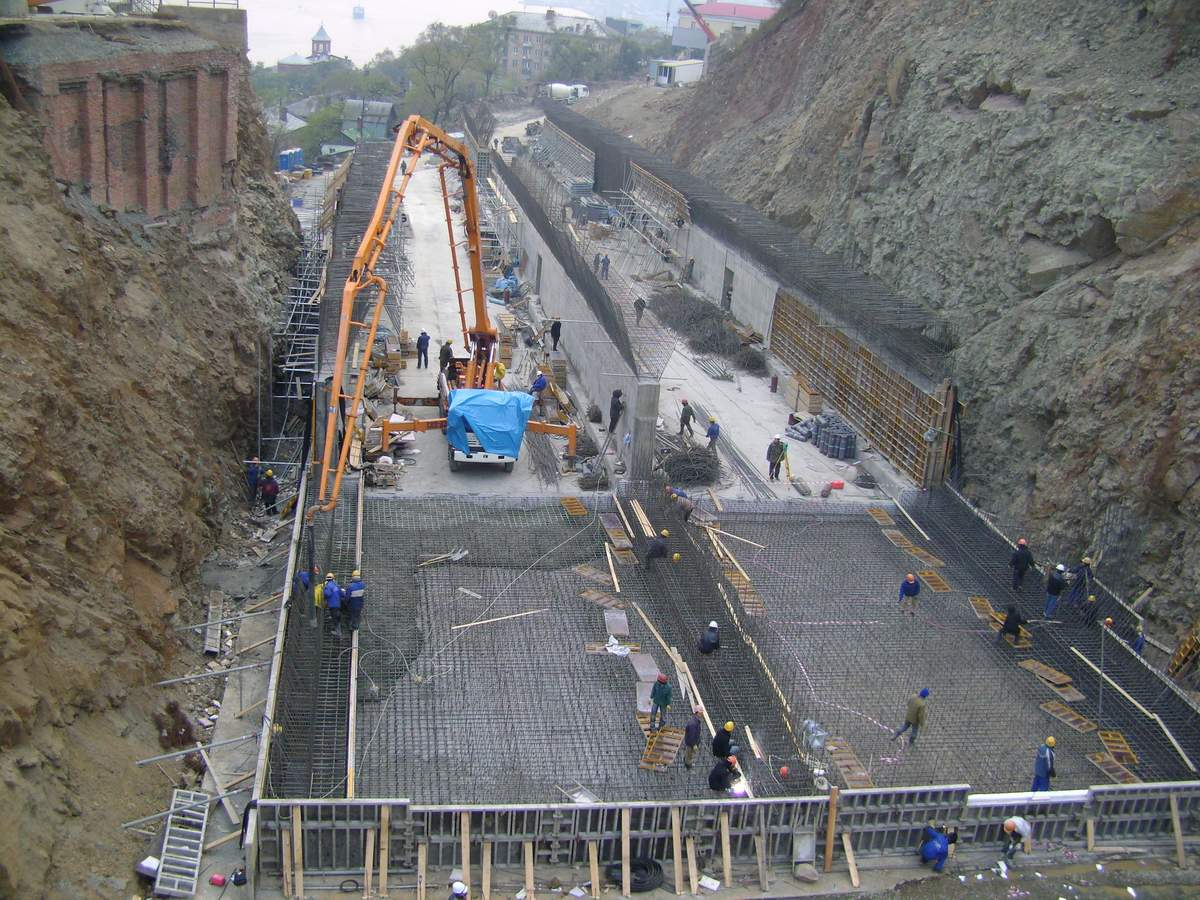
Výstavba příjezdového tunelu, 15. října 2008
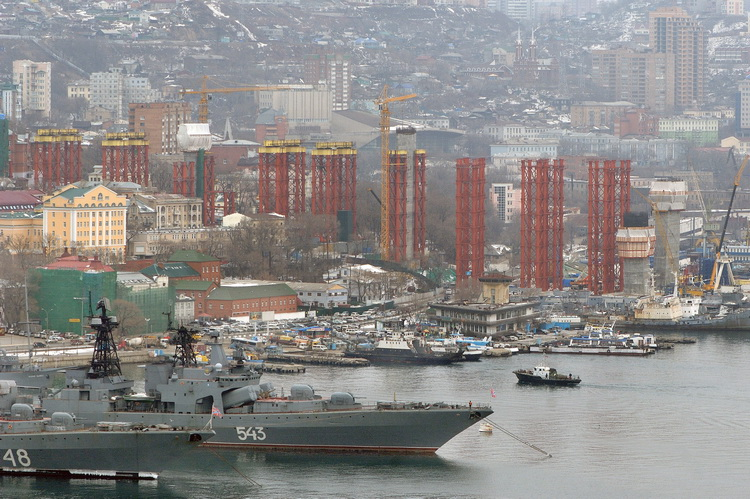
Betonáž pilířů a stavba pomocných konstrukcí, 26. listopadu 2009
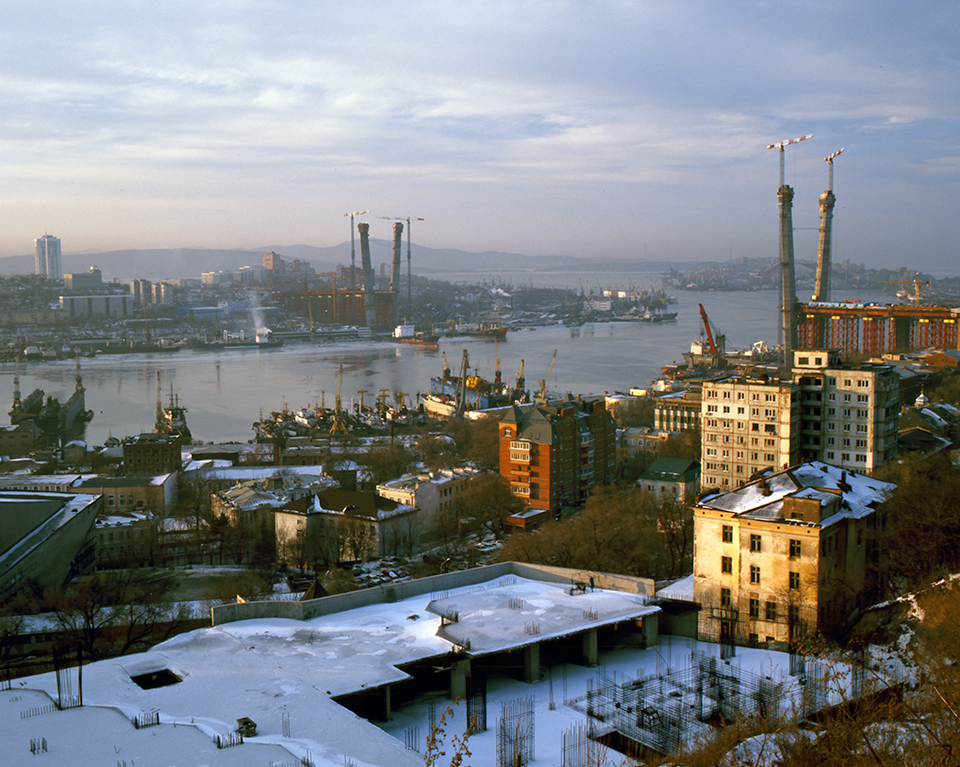
Vztyčování nejvyšších pilířů, 28. dubna 2011
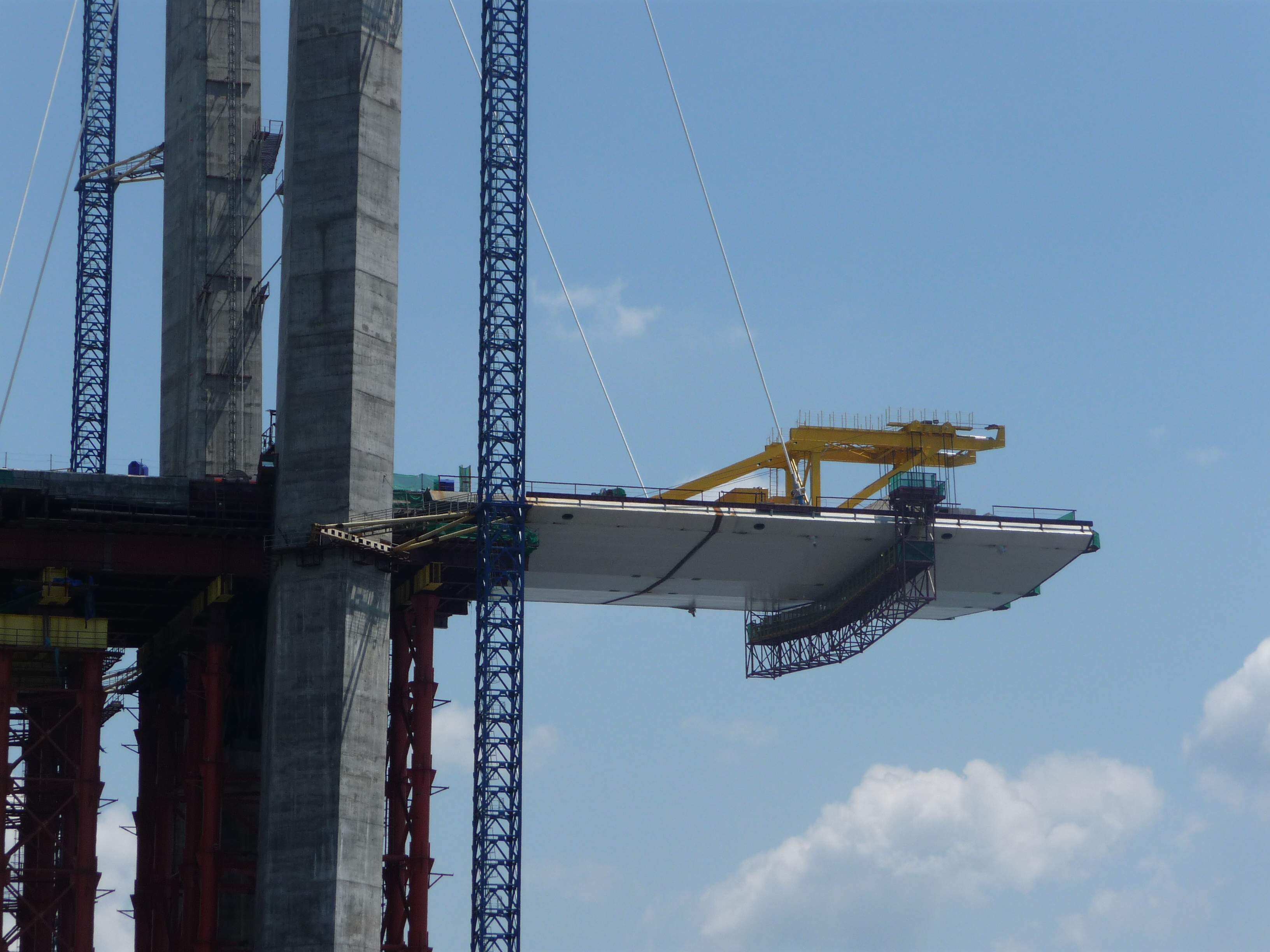
Vysouvání vozovky, 4. července 2011
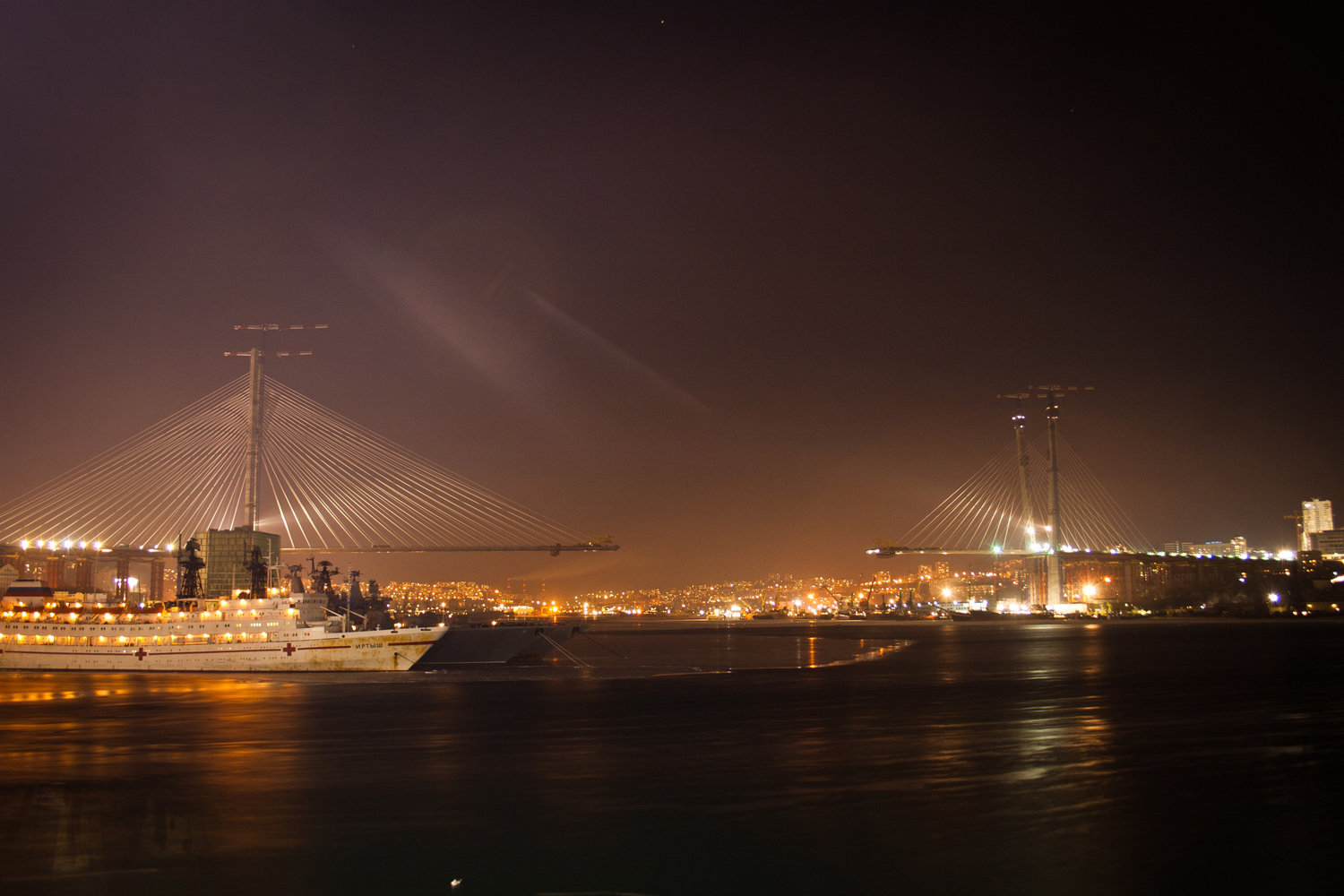
Postupné spojování obou částí mostu, 8. ledna 2012

### Dokončený most

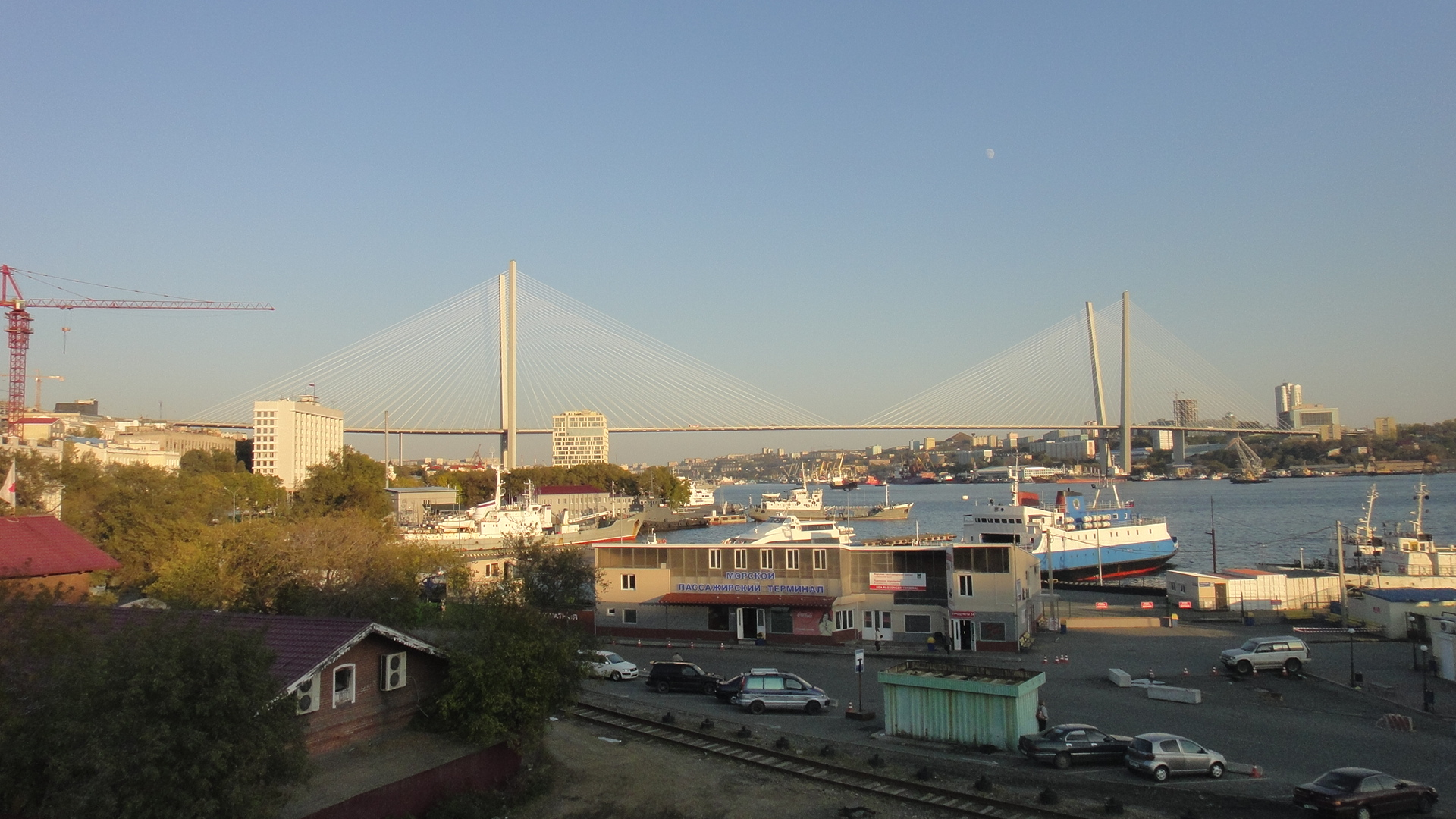
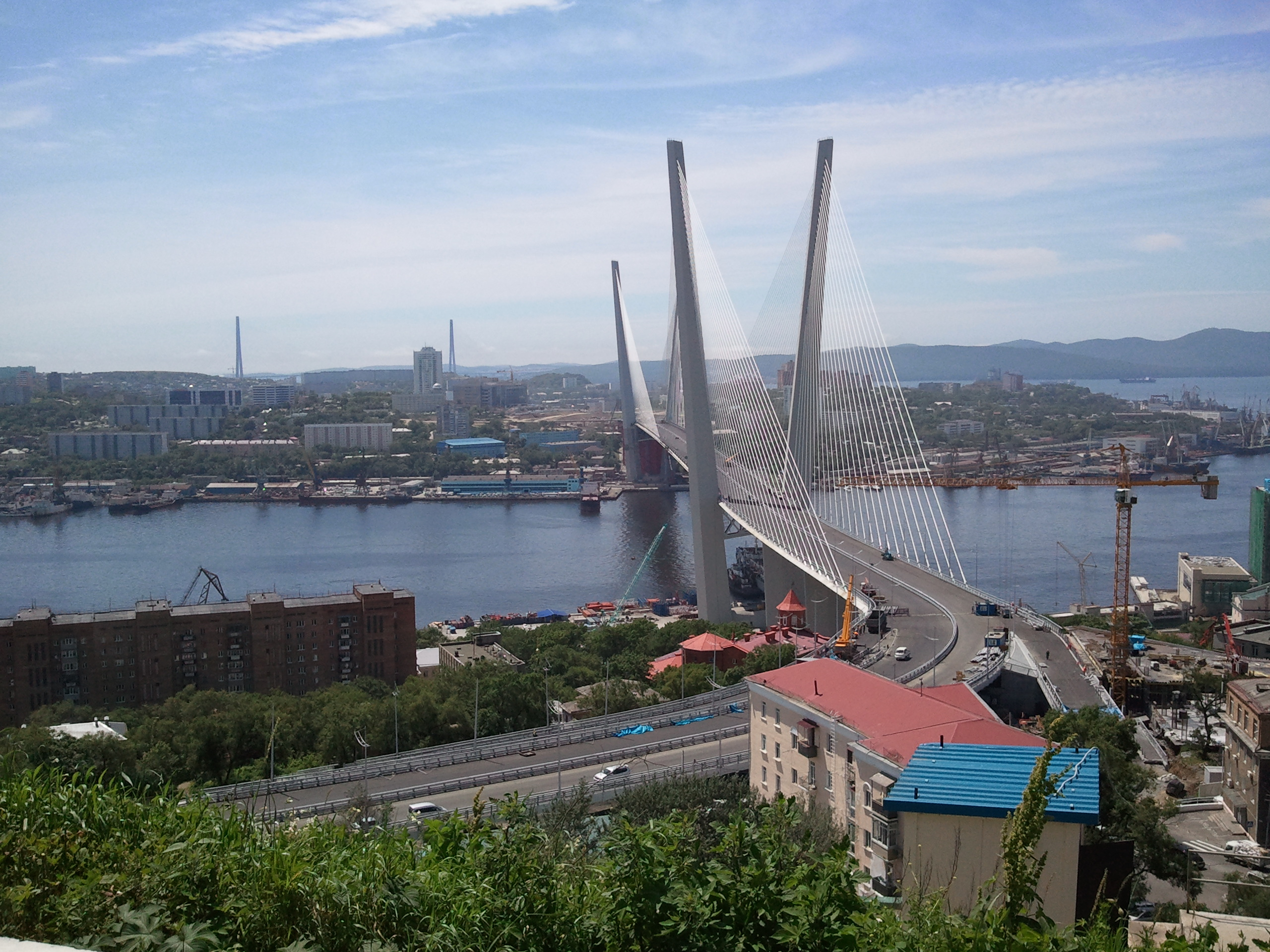
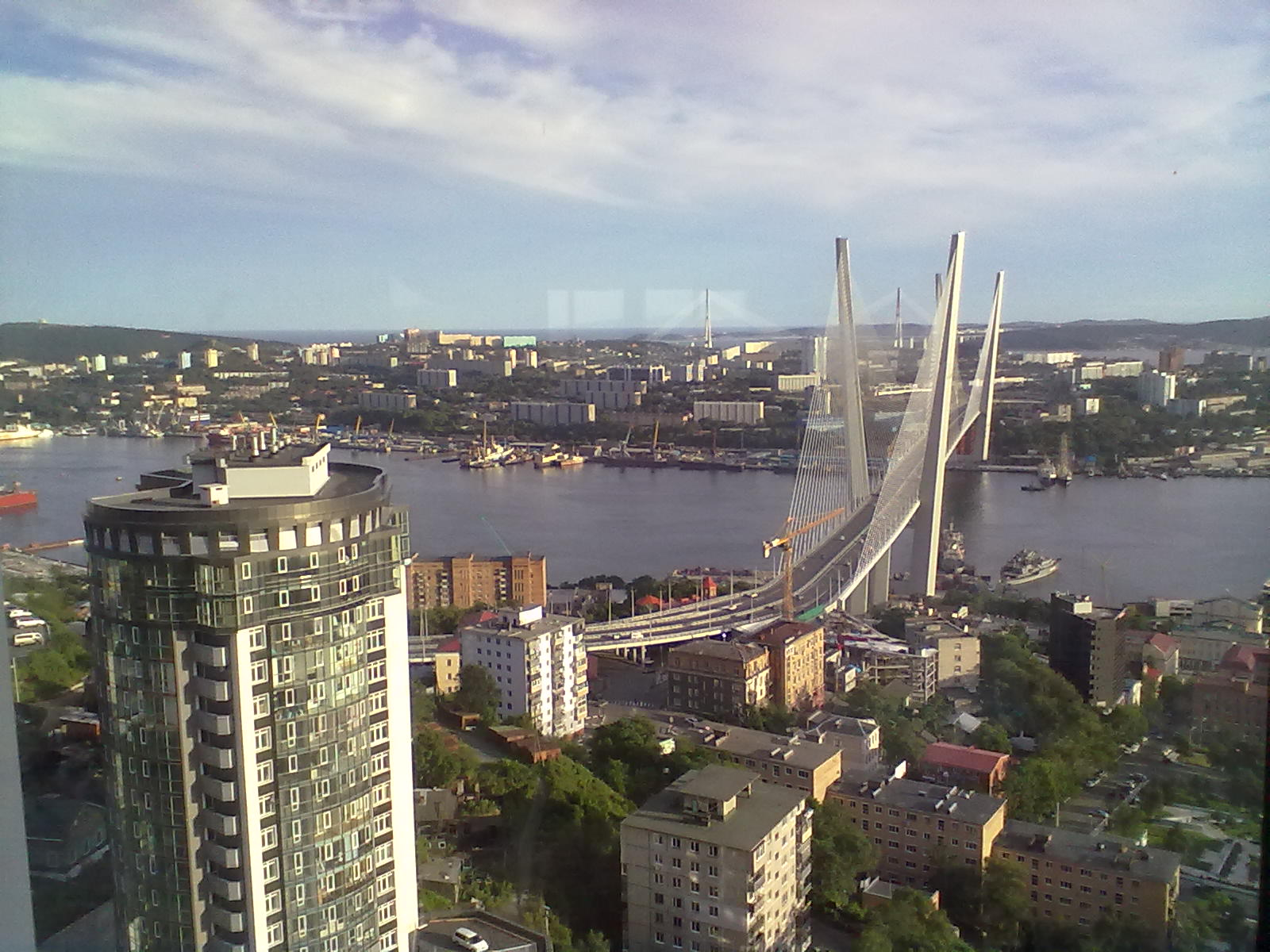
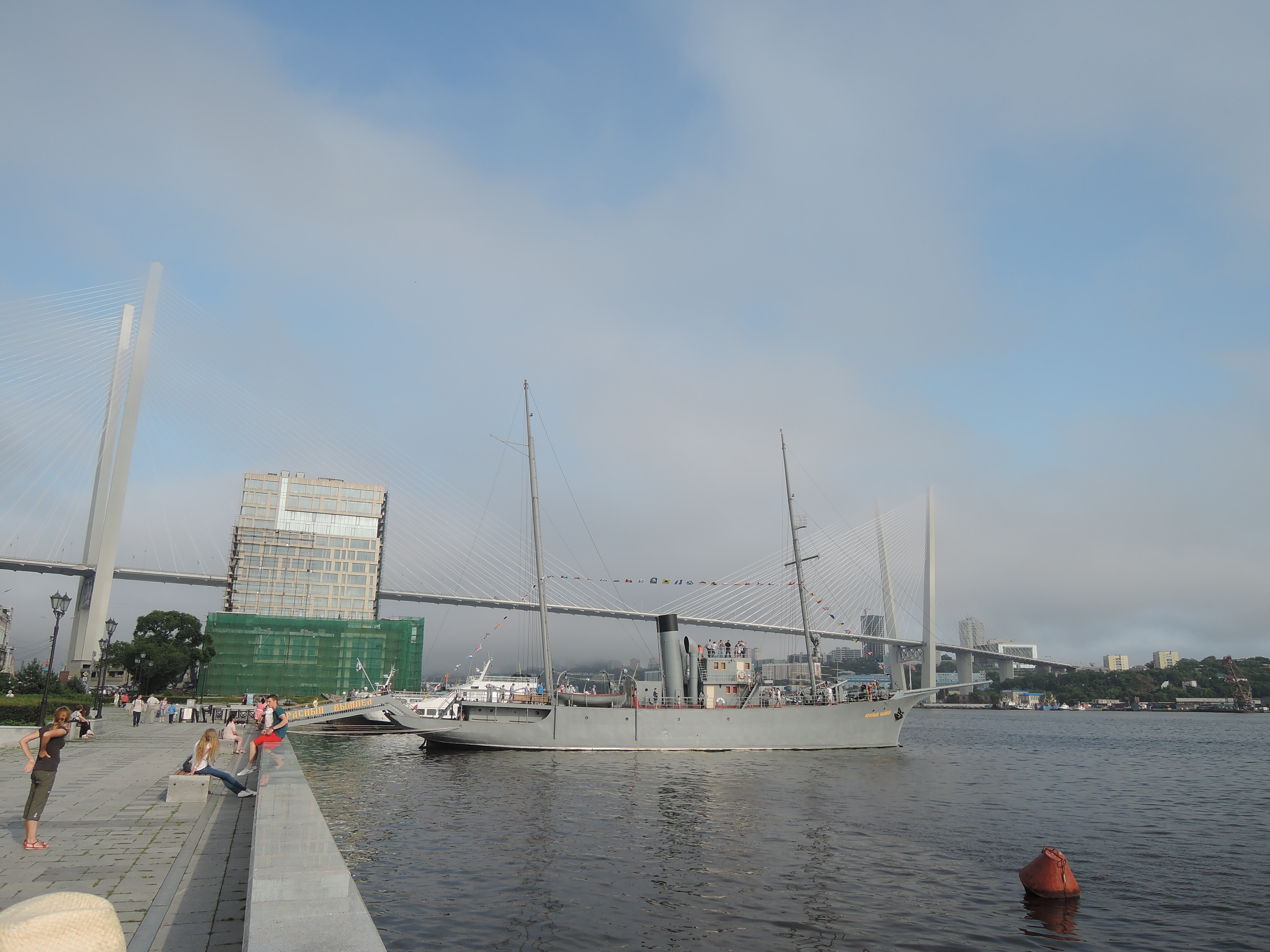
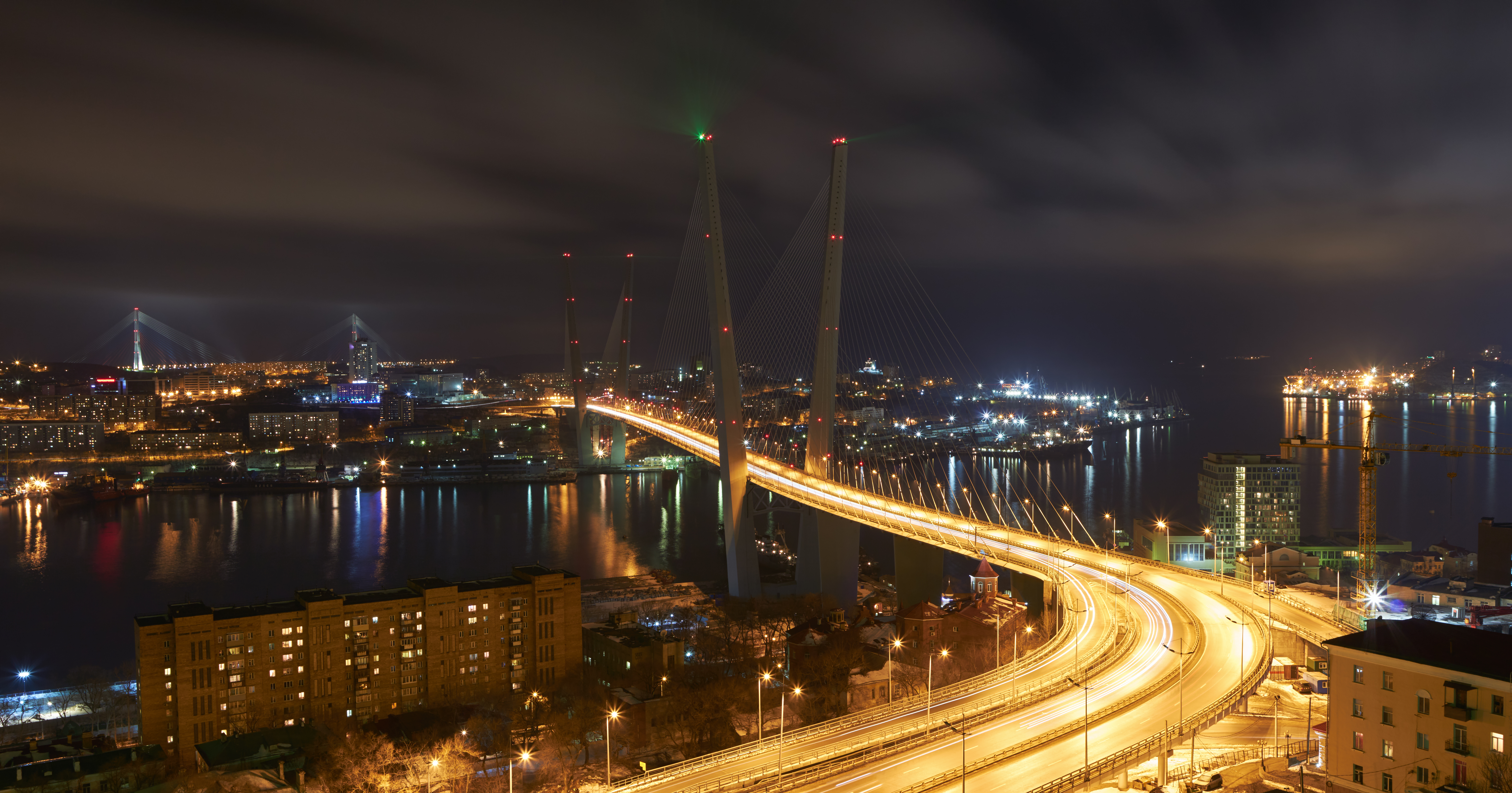